# Qele Qele
Qele, Qele (Келе Келе, транслитерация арм. քելե, քելե «Давай, давай») — песня, с которой 20 мая 2008 года Sirusho представила Армению на международном конкурсе песен «Евровидение 2008». Авторы песни: Сирушо (Sirusho), Х. А. Тер-Овакимян (англ. H.A. Der-Hovagimian). Песня заняла 4 место с 199 баллами в финале, а в первом полуфинале конкурса — 2 место с 139 баллами. Песня исполнена на армянском и английском языкax.